# Informatics Europe
Az Informatics Europe az európai egyetemek és kutatóközpontok egyesülete az informatika területén.

## Háttere
Az egyesület 2006-ban alakult meg. Gyorsan elérte, hogy 28 országból több mint száz tagja lett, egyetemi karok, tanszékek, ipari kutató központok (például a Google és Intel kutatólaboratóriumai). Megalapítása Bertrand Meyer nevéhez fűződik, aki első elnöke volt 2006 és 2011 között. Az egyesület szoros kapcsolat tart fenn európai és amerikai tudományos szervezetekkel, társaságokkal. Évente megszervezi a European Computer Science Summit nevű konferenciát, amelyen átadják a szervezet díjait.

## Díjai
- Best Practices in Education Award – az informatika oktatásának javítását szolgáló kezdeményezések elismerése (személyek kapják)
- Minerva Informatics Equality Award – a nők karrierje támogatásának elismerése (intézmények kapják)

## Fordítás
- Ez a szócikk részben vagy egészben  az   Informatics Europe című angol Wikipédia-szócikk fordításán alapul.  Az eredeti cikk szerkesztőit annak laptörténete sorolja fel. Ez a jelzés csupán a megfogalmazás eredetét és a szerzői jogokat jelzi, nem szolgál a cikkben szereplő információk forrásmegjelöléseként.